# Александр Деспла
Александр Деспла  (фр. Alexandre Michel Gérard Desplat, фр. вимова: [a.lɛk.'sɑ̃dʁ dɛs.'pla]; народився 23 серпня 1961 року) — французький кінокомпозитор. Він написав музику більш ніж до 100 фільмів, за що отримав численні нагороди та номінації.
Крім рідного французького кіно, Деспла працював над різними голлівудськими фільмами, наприклад над такими незалежними або комерційно-успішними фільмами останнього десятиріччя як «Королева», «Золотий компас», «Загадкова історія Бенджаміна Баттона», «Сутінки. Сага: Молодий місяць», «Незрівнянний містер Фокс», «Гаррі Поттер і Смертельні реліквії: Частина 1 та Частина 2», «Король говорить!», «Королівство повного місяця», «Арго», «Тридцять хвилин по півночі», «Ґодзілла», «Гра в імітацію» та «Нескорений».
Серед англомовних премій він має 11 номінацій на Оскар (серед них дві перемоги — за саундтреки до фільмів «Готель «Гранд Будапешт»» і «Форма води», сім номінацій на премію БАФТА (дві перемоги), сім номінацій на Золотий глобус (одна перемога) та шість номінацій на Греммі (дві перемоги).

## Коротка біографія
Деспла народився у Парижі, у батька-француза та гречанки-матері, які зустрілися в Університет Каліфорнії (Берклі), США. Після весілля, вони переїхали до Парижу, де народились їх діти. Александр є молодшим братом та має двох сестер Марі-Кристину та Розалінду.
У віці п'ять років він почав грати на піаніно. Він також володіє трубою та флейтою. Деспла навчався у Клода Баліфа (фр. Claude Ballif) і Яніса Ксенакіса у Франції та Джека Хейса в США.
Його музичні інтереси є різноманітними, від французьких симфонічних композиторів Равеля та Дебюссі до джазу та більш екзотичної музики народів світу. Він також визнає вплив південноамериканських та африканських артистів, серед яких Карлінос Браун (Бразилія) та Рей Лема (Конго).
Будучи великим фанатом кінофільмів, Деспла досить рано вирішив стати кінокомпозитором та з самого початку відповідним чином будував кар'єру. Його першим фільмом став «Le souffleur» в 1986 році.
Під час запису музики до першого фільму, він зустрів Домінік Лемон'є, соло-скрипачку, яка стала його улюбленим солістом, художнім директором та дружиною.

## Кар'єра
Протягом своєї кар'єри починаючи, з 1980-х, Деспла працював над саундтреками та музичними композиціями до більш ніж 100 фільмів Франції, Голлівуду та кінематографі інших країн. Але його так званий «великий голлівудський прорив» стався в 2003 році з саундтреком до фільму «Дівчина з перлинною сережкою». Пісні на його музику виконувалися у фільмах такими виконавцями як Кейт Бекінсейл, Шарлотта Генсбур, Валері Лемерс'є (фр. Valérie Lemercier), Miosotis та Catherine Ringer.
Він також написав музику для театру, включно з композиціями, які виконуються у Комеді Франсез.
Александр Деспла інколи сам виступає диригентом оркестрів при виконанні його творів, так він був диригентом Лондонського симфонічного оркестру, Королівського філармонічного оркестру, та Мюнхенського симфонічного оркестру. Він також давав майстер-класи в Сорбонні в Парижі та в Королівському коледжі музики в Лондоні.
В червні 2013 року у Франції відбулася прем'єра першого «Концерту для флейти з оркестром» авторства Деспла, з флейтистом Жаном Феранді (фр. Jean Ferrandis) та «Національного оркестру краю Луари» з диригентом Джоном Аксельродом (англ. John Axelrod). Американська прем'єра його твору «Три етюди» для піаніно, початково написаного для піаніста Лан Лана (кит.: 郎朗), відбулася в жовтні 2013 року у виконанні піаністки Глорії Чен.
В 2014 році Деспла був головою журі 71-го Венеційського кінофестивалю.
У січня 2016 року Деспла був нагороджений французьким орденом Мистецтв та літератури (командор).

## Фільмографія (англомовне кіно)
В таблиці наведені фільми, які виходили англійською мовою. Однак країна їх створення не обов'язково англомовна.
| Рік  | Фільм                                         |
| ---- | --------------------------------------------- |
| 1998 | The Revengers' Comedies                       |
| 2000 | Захист Лужина                                 |
| 2001 | Читай по губах                                |
| 2003 | Дівчина з перлинною сережкою                  |
| 2004 | Народження                                    |
| 2005 | The Upside of Anger                           |
| 2005 | Заручник                                      |
| 2005 | Казанова                                      |
| 2005 | Сиріана                                       |
| 2006 | Алібі                                         |
| 2006 | Firewall                                      |
| 2006 | Королева                                      |
| 2006 | Розмальована вуаль                            |
| 2007 | Mr. Magorium's Wonder Emporium                |
| 2007 | Золотий компас                                |
| 2008 | Afterwards                                    |
| 2008 | Загадкова історія Бенджаміна Баттона          |
| 2009 | Джулі та Джулія                               |
| 2009 | Шері                                          |
| 2009 | Незрівнянний містер Фокс                      |
| 2009 | Сутінки. Сага: Молодий місяць                 |
| 2010 | Примара                                       |
| 2010 | The Special Relationship                      |
| 2010 | Тамара і секс                                 |
| 2010 | Гаррі Поттер і Смертельні реліквії: Частина 1 |
| 2010 | Король говорить!                              |
| 2011 | Древо життя                                   |
| 2011 | A Better Life                                 |
| 2011 | Гаррі Поттер і Смертельні реліквії: Частина 2 |
| 2011 | Березневі іди                                 |
| 2011 | Різанина                                      |
| 2011 | 7 днів і ночей з Мерилін — (тема Мерилін)     |
| 2011 | Страшенно голосно і неймовірно близько        |
| 2012 | Королівство повного місяця                    |
| 2012 | A Therapy (короткометражка)                   |
| 2012 | Ренуар. Останнє кохання                       |
| 2012 | Іржа та кістка                                |
| 2012 | Арго                                          |
| 2012 | Вартові легенд                                |
| 2012 | Тридцять хвилин по півночі                    |
| 2013 | Зулу                                          |
| 2013 | Філомена                                      |
| 2014 | Мисливці за скарбами                          |
| 2014 | Готель «Гранд Будапешт»                       |
| 2014 | Ґодзілла                                      |
| 2014 | Гра в імітацію                                |
| 2014 | Нескорений                                    |
| 2015 | Казка казок                                   |
| 2015 | Every Thing Will Be Fine                      |
| 2015 | Дівчина з Данії                               |
| 2015 | Суфражистка                                   |
| 2016 | Самі в Берліні                                |
| 2016 | Флоренс Фостер Дженкінс                       |
| 2016 | Марсель (телесеріал)                          |
| 2016 | Секрети домашніх тварин                       |
| 2016 | Світло між двох океанів                       |
| 2016 | Американська пастораль                        |
| 2017 | Валеріан та місто тисячі планет               |
| 2017 | Форма води                                    |
| 2017 | Субурбікон                                    |
| 2018 | Острів собак                                  |
| 2018 | Операція «Фінал»                              |
| 2018 | Брати Сістерс                                 |
| 2018 | Kursk                                         |
| 2019 | Секрети домашніх тварин 2                     |
| 2019 | Маленькі жінки                                |
| 2020 | Опівнічне небо                                |
| 2021 | Французький вісник                            |
| 2021 | Алея жаху                                     |
| 2022 | Костюм                                        |
| 2022 | Зниклий король                                |
| 2022 | Піноккіо Ґільєрмо дель Торо                   |
| 2023 | Місто астероїдів                              |
| 2023 | Барбі                                         |
| 2023 | Палац                                         |
| 2023 | Лі                                            |
| 2023 | Наяд                                          |
| 2024 | Урок фортепіано                               |
| 2024 | Режим                                         |
| 2025 | Франкенштейн                                  |
| 2025 | Фінікійська схема                             |

## Фільмографія (франкомовне кіно та кіно іншими мовами)
- Дивися, як падають люди (1994) [Regarde les hommes tomber — Франція (оригінальна назва)]
- Нікому невідомий герой (1996) [Un héros très discret — Франція (оригінальна назва)]
- Une autre femme [Франція (оригінальна назва]
- Tous les chagrins se ressemblent (2002) [Франція (оригінальна назва)]
- Paroles d'étoiles (2002) [Франція (оригінальна назва)]
- Rire et châtiment [Франція (оригінальна назва)]
- Les baisers des autres (2003) [Франція (оригінальна назва)]
- Le pacte du silence (2003) [Франція (оригінальна назва)]
- Virus au paradis (2003) [Франція (оригінальна назва)]
- Eager Bodies (2003) [Les corps impatients — Франція (оригінальна назва)]
- Les beaux jours (2003) [Франція (оригінальна назва)]
- A Sight for Sore Eyes (2003) [Inquiétudes — Франція (оригінальна назва)]
- Le pays des enfants perdus (2004) [Франція (оригінальна назва)]
- L'enquête Corse (2004) [Франція (оригінальна назва)]
- À boire (2004)[Франція (оригінальна назва)]
- Tu vas rire, mais je te quitte (2005) [Франція (оригінальна назва)]
- І моє серце завмерло (2005) [De battre mon coeur s'est arrêté — Франція (оригінальна назва)]
- Une aventure (2005)
- Lies & Alibis (2006) [The Alibi — Netherlands (оригінальна назва)]
- Дублер (2006) [La doublure — Франція (оригінальна назва)]
- Коли я був співаком (2006) [Quand j'étais chanteur — Франція (оригінальна назва)]
- Michou d'Auber (2007) [Франція (оригінальна назва)]
- Ségo et Sarko sont dans un bateau… (2007) [Франція (оригінальна назва)]
- L'Ennemi Intime (2007) — Франція (оригінальна назва)
- Порочний зв'язок (2007) [Se, jie — Китай (оригінальна назва)]
- Ларго Вінч: Початок (2008)
- Коко до Шанель (2009) [Coco avant Chanel — Франція (оригінальна назва)]
- Пророк (2009) [Un prophète — Франція (оригінальна назва)]
- L'armée du crime (2009)- Франція (оригінальна назва)
- La Fille du Puisatier(2011) — Франція (оригінальна назва)
- Ларго Вінч 2: Змова в Бірмі (2011)
- Cloclo (2012)
- Reality (2012)
- Венера в хутрі (2013) [La Vénus à la fourrure — Франція (оригінальна назва)]
- Маріус (2013) [Marius — Франція (оригінальна назва)]
- Фанні (2013) [La Trilogie Marseillaise: Fanny — Франція (оригінальна назва)]
- Suite Francaise (2015) — гра Бруно на піаніно
- Une histoire de fou (2015)
- Les Habitants (2016)
- Одіссея (2016) [L'Odyssée — Франція (оригінальна назва)]
- Лагодити живих (2016) [Réparer les vivants — Франція-Бельгія (оригінальна назва)]
- Засновано на реальних подіях (2017) [D'après une histoire vraie  — Франція-Бельгія (оригінальна назва)]
- Ейфель (2021) [Eiffel — Франція (оригінальна назва)]
- Кінцевий монтаж (2022) [Coupez ! — Франція (оригінальна назва)]

## Номінації та нагороди
Наводяться лише окремі номінації та нагороди. 
.

### Оскар
| Рік  | Номіновано                            | Нагорода                  | Результат |
| ---- | ------------------------------------- | ------------------------- | --------- |
| 2007 | Королева                              | Найкраща музика до фільму | Номінація |
| 2009 | Загадкова історія Бенджаміна Баттона  | Найкраща музика до фільму | Номінація |
| 2010 | Незрівнянний містер Фокс (мультфільм) | Найкраща музика до фільму | Номінація |
| 2011 | Король говорить!                      | Найкраща музика до фільму | Номінація |
| 2013 | Арго                                  | Найкраща музика до фільму | Номінація |
| 2014 | Філомена                              | Найкраща музика до фільму | Номінація |
| 2015 | Готель «Гранд Будапешт»               | Найкраща музика до фільму | Перемога  |
| 2015 | Гра в імітацію                        | Найкраща музика до фільму | Номінація |

### Золотий глобус
| Рік  | Номіновано                           | Нагорода                  | Результат |
| ---- | ------------------------------------ | ------------------------- | --------- |
| 2004 | Дівчина з перлинною сережкою         | Найкраща музика до фільму | Номінація |
| 2006 | Сиріана                              | Найкраща музика до фільму | Номінація |
| 2007 | Розмальована вуаль                   | Найкраща музика до фільму | Перемога  |
| 2009 | Загадкова історія Бенджаміна Баттона | Найкраща музика до фільму | Номінація |
| 2011 | Король говорить!                     | Найкраща музика до фільму | Номінація |
| 2013 | Арго                                 | Найкраща музика до фільму | Номінація |
| 2015 | Гра в імітацію                       | Найкраща музика до фільму | Номінація |
| 2016 | Дівчина з Данії                      | Найкраща музика до фільму | Номінація |

### БАФТА
| Рік  | Номіновано                            | Нагорода                  | Результат |
| ---- | ------------------------------------- | ------------------------- | --------- |
| 2003 | Дівчина з перлинною сережкою          | Найкраща музика до фільму | Номінація |
| 2006 | Королева                              | Найкраща музика до фільму | Номінація |
| 2009 | Загадкова історія Бенджаміна Баттона  | Найкраща музика до фільму | Номінація |
| 2010 | Незрівнянний містер Фокс (мультфільм) | Найкраща музика до фільму | Номінація |
| 2011 | Король говорить!                      | Найкраща музика до фільму | Перемога  |
| 2013 | Арго                                  | Найкраща музика до фільму | Номінація |
| 2015 | Готель «Гранд Будапешт»               | Найкраща музика до фільму | Перемога  |
| 2018 | Форма води                            | Найкраща музика до фільму | Перемога  |

### Греммі
| Рік  | Номіновано                                    | Нагорода                                 | Результат |
| ---- | --------------------------------------------- | ---------------------------------------- | --------- |
| 2009 | Загадкова історія Бенджаміна Баттона          | Найкращий саундтрек для візуальних медіа | Номінація |
| 2011 | Король говорить!                              | Найкращий саундтрек для візуальних медіа | Перемога  |
| 2012 | Гаррі Поттер і Смертельні реліквії: Частина 2 | Найкращий саундтрек для візуальних медіа | Номінація |
| 2013 | Арго                                          | Найкращий саундтрек для візуальних медіа | Номінація |
| 2013 | Тридцять хвилин по півночі                    | Найкращий саундтрек для візуальних медіа | Номінація |
| 2014 | Готель «Гранд Будапешт»                       | Найкращий саундтрек для візуальних медіа | Перемога  |

### Сезар
| Рік  | Номіновано             | Нагорода                  | Результат |
| ---- | ---------------------- | ------------------------- | --------- |
| 1997 | Нікому невідомий герой | Найкраща музика до фільму | Номінація |
| 2002 | Sur mes lèvres         | Найкраща музика до фільму | Номінація |
| 2006 | І моє серце завмерло   | Найкраща музика до фільму | Перемога  |
| 2008 | L'ennemi intime        | Найкраща музика до фільму | Номінація |
| 2010 | Пророк                 | Найкраща музика до фільму | Номінація |
| 2011 | Примара                | Найкраща музика до фільму | Перемога  |
| 2013 | Іржа та кістка         | Найкраща музика до фільму | Перемога  |
| 2014 | Венера в хутрі         | Найкраща музика до фільму | Номінація |